# Юсдаль (стадион)
Стадион «Юсдаль» (швед. Ljusdals IP) — спортивное сооружение в Юсдале, Швеция. Сооружение предназначено для проведения матчей по хоккею с мячом. Арену для домашних игр использует команда по хоккею с мячом — Юсдаль. Трибуны спортивного комплекса вмещают 6 000 зрителей.
Инфраструктура: искусственный лёд .

## Информация
Адрес: ул. Калингатан 3, Юсдаль.